# No Man of Her Own
No Man of Her Own é um filme estadunidense de 1950, do gênero drama noir, dirigido por Mitchell Leisen e estrelado por Barbara Stanwick e John Lund. O roteiro, artificial com tendência ao melodrama, foi baseado no romance I Married a Dead Man, que Cornell Woolrich publicou em 1948 com o pseudônimo de William Irish, e não seguiu fielmente o livro. Esta foi a segunda e última vez que Barbara e o diretor Leisen trabalharam juntos --- eles haviam se encontrado dez anos antes em Remember the Night.
Em 1982, houve uma versão francesa, com o título de J'ai Épousé une Ombre, dirigida por Robin Davis. O filme foi refeito mais uma vez, agora em tom de comédia, como Mrs. Winterbourne (1996), com direção de Richard Benjamin e tendo Shirley MacLaine a comandar o elenco.

## Sinopse
Grávida, sem dinheiro e abandonada pelo namorado Stephen, Helen Ferguson resolve voltar para sua terra natal. O trem que ela toma envolve-se, a certa altura, em um grande acidente, e ela, em desespero, assume a identidade de Patrice Harkness, morta juntamente com o marido Hugh. Helen é aceita pela família deste, que não conhecia a moça, e tudo vai bem até que Stephen aparece e passa a chantageá-la.

## Elenco
| Ator/Atriz       | Personagem                     |
| ---------------- | ------------------------------ |
| Barbara Stanwick | HelenFerguson/Patrice Harkness |
| John Lund        | Bill Harkness                  |
| Jane Cowl        | Senhora Harkness               |
| Phyllis Thaxter  | Patrice Harkness               |
| Lyle Bettger     | Stephen Morley                 |
| Henry O'Neill    | Senhor Harkness                |
| Richard Denning  | Hugh Harkness                  |
| Carole Mathews   | Irma                           |
| Harry Antrim     | Ty Winthrop                    |